# El Progreso (Jutiapa)
El Progreso — originalmente llamado Achuapa (del náhuatl, que significa «río de achiote»)— es un municipio ubicado en el departamento de Jutiapa, en la región sur-oriente de la República de Guatemala. Basado en el censo de 2018, tiene una población de 92.115 habitantes para 2022.
Después de la Independencia de Centroamérica en 1821, cuando el Estado de Guatemala dividió su territorio en distritos para la impartición de justicia, fue asignado al Circuito de Mita en el Distrito N.º 3 del mismo nombre en el departamento de Chiquimula.

## Toponimia
Muchos de los nombres de los municipios y poblados de Guatemala constan de dos partes: el nombre del santo católico que se venera el día en que fueron fundados y una descripción con raíz náhuatl; esto se debe a que las tropas que invadieron la región en la década de 1520 al mando de Pedro de Alvarado estaban compuestas por soldados españoles y por indígenas tlaxcaltecas y cholultecas. El topónimo original de la región era «Achuapa», el cual proviene de las raíces náhuatl «achiotl»: (español:«achiote») y «apán» (español: «río»), y significa «río de achiote».[cita requerida]

## División política
Su cabecera se localiza en un pequeño valle y el municipio contiene ocho aldeas, y diecisiete caseríos que son:
| Categoría | Listado |
| --------- | --- |
| Aldeas    | 1. El Valle Abajo 2. Las Flores 3. Las Uvas 4. El Peñoncito 5. Morán arriba 6. Morán abajo 7. El Porvenir 8. Acequia 9. Las Piletas 10. El Ovejero |
| Caseríos  | 1. La Ciénaga 2. Buena Vista 3. Jerónimo 4. San Juan 5. Cerro Colorado 6. Las Moritas 7. Villa Linda 8. Pozas de Agua 9. El Terreno 10. El Pino 11. El Conejo 12. Llano Largo 13. Rincón de Orozco 14. Laguna de Retana 15. El Rodeo 16. Llano de Lata |

## Geografía física

### Hidrografía
| Categoría | Listado                                              |
| --------- | ---------------------------------------------------- |
| Ríos      | Chiquito, De Morán, Colorado y El Ovejero            |
| Quebradas | Las Uvas, De La Cueva, San Gerónimo, Honda y El Zope |

### Ubicación geográfica
El municipio El Progreso está en el departamento de Jutiapa, dista 128 kilómetros de la Ciudad de Guatemala y 11 de la cabecera departamental de Jutiapa. Su altura media es de 969 m s. n. m.
Sus colindancias son:
- Norte: Monjas, municipio del departamento de Jalapa
- Sur y oeste: Jutiapa, municipio y cabecera del departamento de Jutiapa
- Este: Santa Catarina Mita y Asunción Mita, municipios del departamento de Jutiapa.

Además, está ubicado en la parte oeste dentro de la cuenca del río Ostúa.
|                   | Norte: Monjas |                                    |
| Oeste: Jutiapa    |               | Este: Santa Catarina Asunción Mita |
| Suroeste: Jutiapa | Sur: Jutiapa  |                                    |

## Gobierno municipal

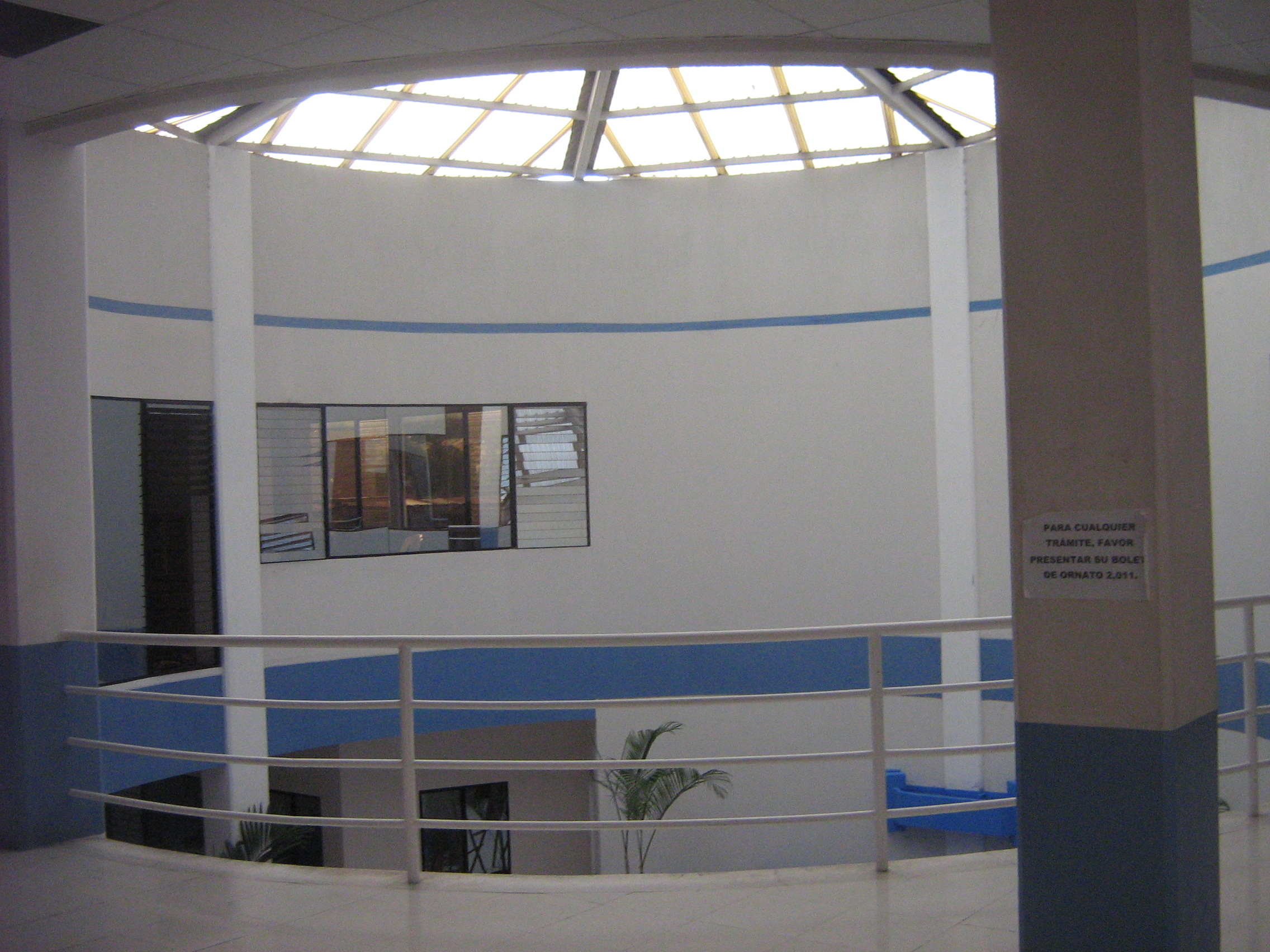
Nueva remodelación de la Municipalidad por dentro

Los municipios se encuentran regulados en diversas leyes de la República, que establecen su forma de organización, lo relativo a la conformación de sus órganos administrativos y los tributos destinados para los mismos.  Aunque se trata de entidades autónomas, se encuentran sujetos a la legislación nacional y las principales leyes que los rigen desde 1985 son:
| N.º | Ley                                                | Descripción |
| --- | -------------------------------------------------- | --- |
| 1   | Constitución Política de la República de Guatemala | Tiene una regulación legal específica para los municipios en los artículos 253 al 262. |
| 2   | Ley Electoral y de Partidos Políticos              | Ley de carácter constitucional aplicable a los municipios en el tema de la conformación de sus autoridades electas. |
| 3   | Código Municipal                                   | Decreto 12-2002 del Congreso de la República de Guatemala. Tiene la categoría de ley ordinaria y contiene preceptos generales aplicables a todos los municipios, e inclusive contiene legislación referente a la creación de los municipios.             |
| 4   | Ley de Servicio Municipal                          | Decreto 1-87 del Congreso de la República de Guatemala. Regula las relaciones entra la municipalidad y los servidores públicos en materia laboral. Tiene su base constitucional en el artículo 262 de la constitución que ordena la emisión de la misma. |
| 5   | Ley General de Descentralización                   | Decreto 14-2002 del Congreso de la República de Guatemala. Regula el deber constitucional del Estado, y por ende del municipio, de promover y aplicar la descentralización y desconcentración económica y administrativa.                                |

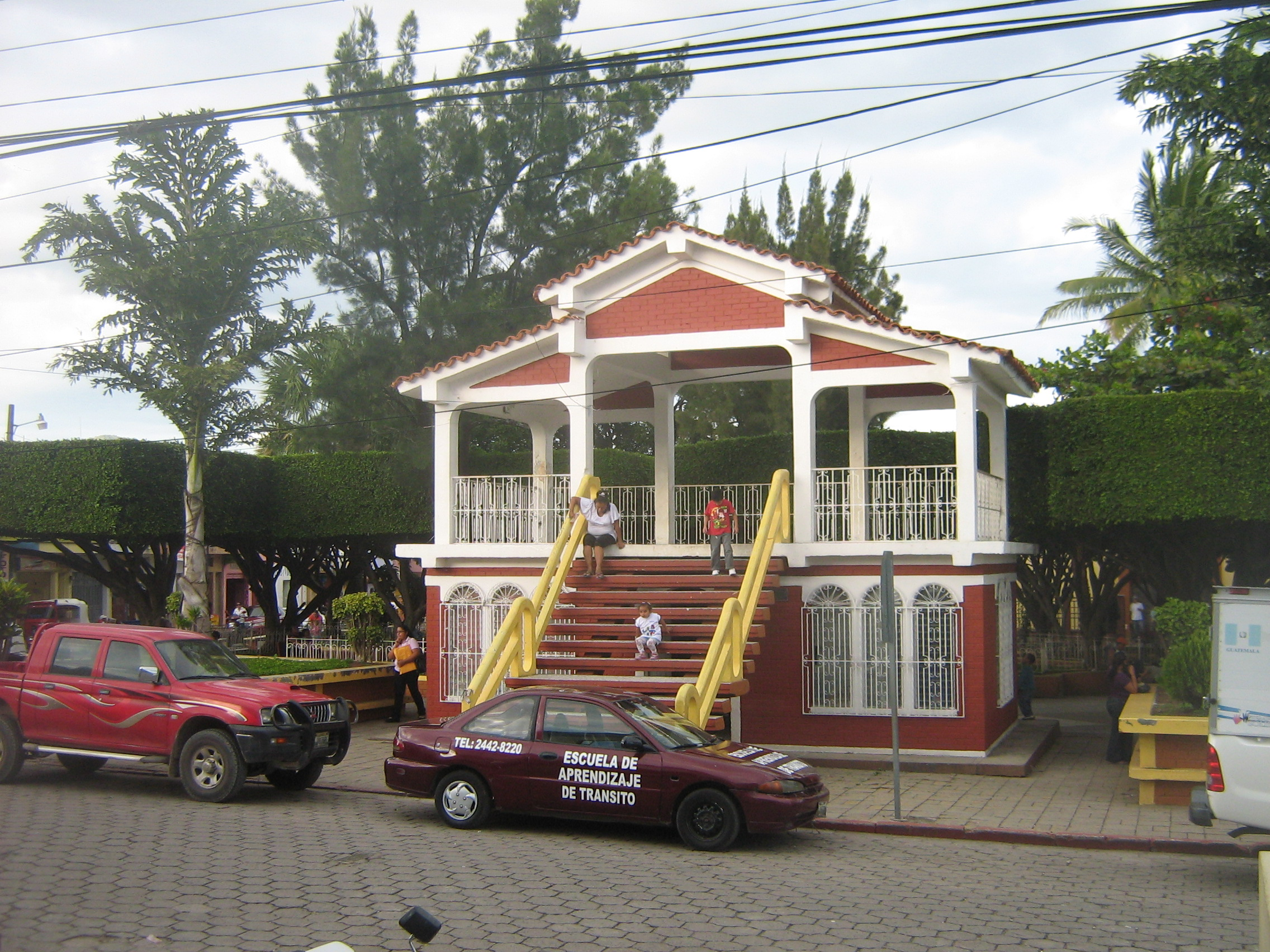
Kiosco del parque central.

El gobierno de los municipios está a cargo de un Concejo Municipal mientras que el código municipal —ley ordinaria que contiene disposiciones que se aplican a todos los municipios— establece que «el concejo municipal es el órgano colegiado superior de deliberación y de decisión de los asuntos municipales […] y tiene su sede en la circunscripción de la cabecera municipal»; el artículo 33 del mencionado código establece que «[le] corresponde con exclusividad al concejo municipal el ejercicio del gobierno del municipio».
El concejo municipal se integra con el alcalde, los síndicos y concejales, electos directamente por sufragio universal y secreto para un período de cuatro años, pudiendo ser reelectos.
Existen también las Alcaldías Auxiliares, los Comités Comunitarios de Desarrollo (COCODE), el Comité Municipal del Desarrollo (COMUDE), las asociaciones culturales y las comisiones de trabajo. Los alcaldes auxiliares son elegidos por las comunidades de acuerdo a sus principios y tradiciones, y se reúnen con el alcalde municipal el primer domingo de cada mes, mientras que los Comités Comunitarios de Desarrollo y el Comité Municipal de Desarrollo organizan y facilitan la participación de las comunidades priorizando necesidades y problemas.
Los alcaldes que ha habido en el municipio son:
| Año       | Nombre                   | Forma    | Obras |  |
| --------- | ------------------------ | -------- | --- |  |
| 1970-1972 | Mario Aragón López       | Elección | |  |
| 1972-1974 | Efraín López Hernández   | Elección | |  |
| 1974-1976 | Francisco Ruano Paredes  | Elección | |  |
| 1976-1980 | Julio Humberto Way (1,2) | Elección | |  |
| 1980-1982 | Ramiro Aguilar           | Elección | |  |
| 1982-1983 | Andrés Regalado (2)      | Nombrado | |  |
| 1983-1986 | Edgar Enrique Esquivel   | Nombrado | Durante su administración se construyó "El Kiosko" en el parque central |  |
| 1986-1988 | Julio Humberto Way (3)   | Elección | |  |
| 1988-1993 | Esteban Barrera García   | Elección | |  |
| 1993-1996 | Julio Humberto Way (4)   | Elección | |  |
| 1996-2004 | Haroldo Salguero         | Elección | |  |
| 2004-2008 | Héctor Orozco            | Elección | La nueva municipalidad de El Progreso Achuapa fue terminada en 2007, justo el año de las elecciones generales en Guatemala, pero el alcalde no logró ganar, ya que fue vencido por Marvin Enríque Zepeda. Los alumnos del municipio aistieron a una ceremonia el día de su apertura. |  |
| 2008-2024 | Marvin Enríque Zepeda    | Elección | |  |

### Parque municipal
El parque es llamado «Parque El Edén» y fue fundado en el siglo xix y es reconocido por estar frente a la Iglesia Católica al este y la Municipalidad al oeste. 
Fue remodelado totalmente en el año 2019, actualmente posee un estilo moderno y cuenta con un acuario en la parte central siendo así un lugar muy atractivo para visitar.

### Municipalidad
La Municipalidad de El Progreso se empezó a construir en el año 1972 y fue fundada en 1975; este edificio fue remodelado tres veces antes de que se construyera la actual Municipalidad, la cual fue fundada en 2007. La Municipalidad cuenta con un salón para eventos especiales, banco incorporado, oficinas de pagos mensuales y además en el salón de espera hay una breve historia sobre las antiguas remodelacones y en que año las fundaron.

## Historia
El Municipio de El Progreso se desarrolló sobre cenizas volcánicas y elevaciones medias que se caracterizan por poseer una capa delgada de suelo y con frecuencia tienen floración de rocas.
Según algunos historiadores los primeros pobladores fueron un grupo de pilpiles procedentes del país vecino de El Salvador.Los pilpiles sembraban maíz, cacao, pero sobre todo, acostumbraban a sembrar el achiote, y es por ese fruto que el municipio adoptó el nombre de «Achuapa».

### Tras la Independencia de Centroamérica
Tras la Independencia de Centroamérica en 1821, la constitución del Estado de Guatemala promulgada el 11 de octubre de 1825 estableció los circuitos para la administración de justicia en el territorio del Estado y menciona que El Progreso —llamado entonces «Achuapa»— era parte del Circuito de Mita en el Distrito N.º 3 del mismo nombre en el departamento de Chiquimula, junto con Santa Catarina, Agua Blanca, Quequesque, San Antonio, Anguiatú, Las Cañas, Limones, Mongoy, Espinal, Hermita, Jutiapa, Chingo, Atescatempa, Yupiltepeque, Zapotitlán, Papaturro y San Diego.

### Creación del departamento de Jutiapa
La República de Guatemala fue fundada por el gobierno del presidente capitán general Rafael Carrera el 21 de marzo de 1847 para que el hasta entonces Estado de Guatemala pudiera realizar intercambios comerciales libremente con naciones extranjeras.  El 25 de febrero de 1848 la región de Mita fue segregada de Chiquimula, convertida en departamento y dividida en tres distritos: Jutiapa, Santa Rosa y Jalapa.  Específicamente, el distrito de Jutiapa incluyó a Jutiapa como cabecera, Yupiltepeque, Asunción y Santa Catarina Mita y los valles aledaños que eran Suchitán, San Antonio, Achuapa, Atescatempa, Zapotitlán, Contepeque, Chingo, Quequesque, Limones y Tempisque;  además, incluía a Comapa, Jalpatagua, Asulco, Conguaco y Moyuta.
Fue fundado el 6 de octubre de 1884 como municipio bautizado con el nombre de «El Valle de Achuapa», y el 18 de noviembre de 1884 fue cambiado de nombre oficialmente como «El Progreso Achuapa», es por eso que algunas personas creen que en esa fecha fue fundado oficialmente el municipio. El Valle de Achuapa se desarrolló en el sur-oriente de Guatemala y desde los pipiles El Progreso ha tenido una larga generación de agricultura pero lo que acostumbraban a sebrar más fue el achiote ya que no solo lo utilizaban como alimento sino que también para decoraciones, colorizantes, aromatizantes, y otras cosas.

## Tradiciones
Existen varias tradiciones en El Progreso Achuapa y algunas de estas son:

### Carrera del Pato
La carrera consiste en que cuelguen a un pato en un lazo, los participantes se montan a caballo intentan cortarle la cabeza y el primero que lo logra es el ganador y se lleva al pato.

### Fiesta Patronal
La fiesta patronal se celebra entre 9 a 13 de febrero. La iglesia católica rinde tributo a la aparición de la Inmaculada Virgen María en Lourdes, Francia.

### Feria de la Producción
Es organizada por la Asociación de Ganaderos y Agricultores de El Progreso. Consiste en destacar las principales actividades económicas que el municipio ha conseguido por medio de la agricultura y ganadería.

## Comercio

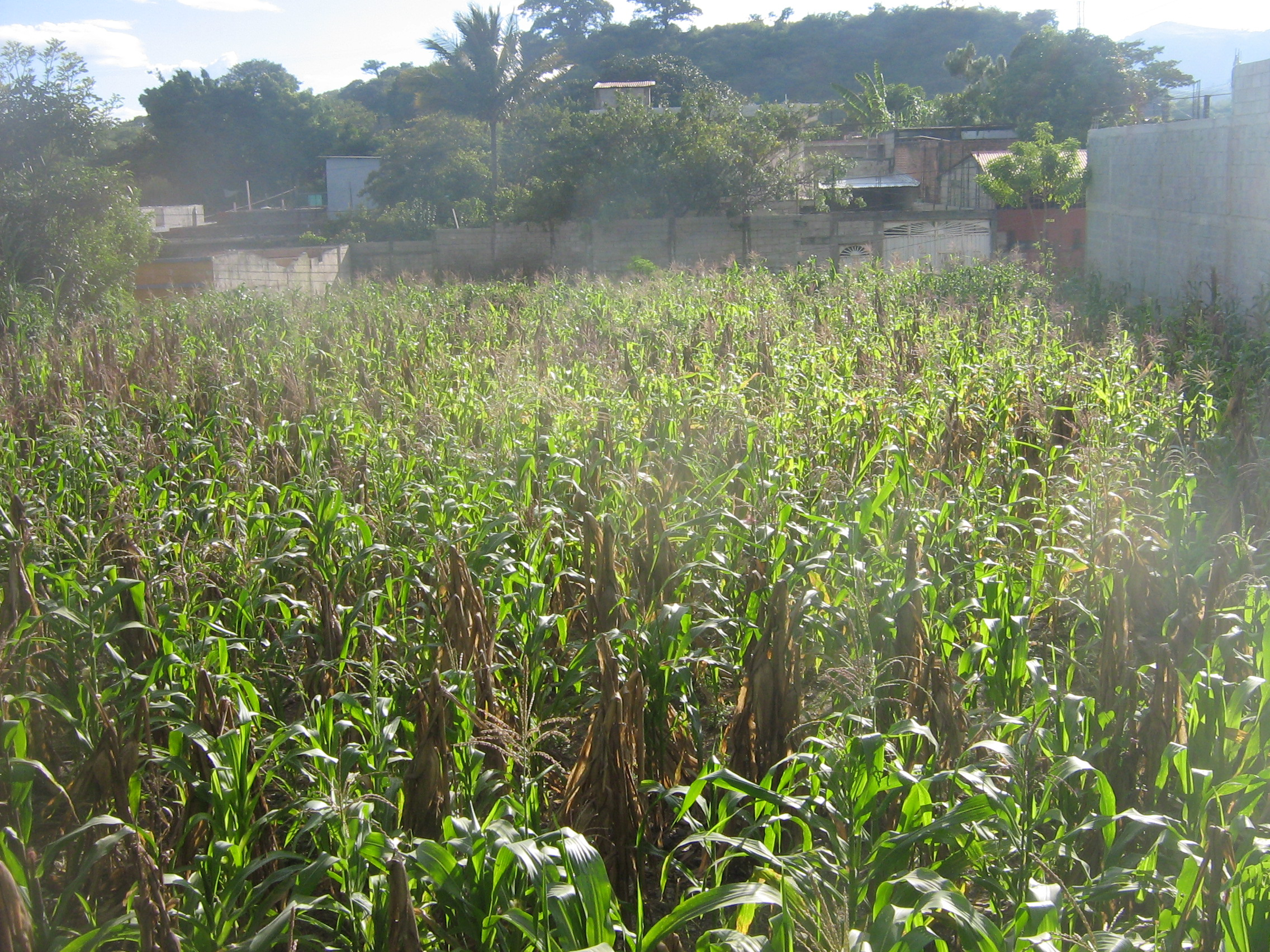
Cultivos de maíz de El Progreso

Los habitantes del municipio, en su mayoría, se dedican a la agricultura y es una fuente de comercio muy efectiva principalmente la Laguna de Retana que por varios años ha contribuido en el crecimiento del municipio. También se dedican a la producción pecuaria que ha generado grandes cantidades de productos comestibles y también prendas para vestir.

### Agricultura
Los cultivos que ha adquirido este municipio ha ayudado ampliamene a su economía, sobre todo porque también han ayudado a gente de otros municipios. En las aldeas las frutas y los vegetales son muy abundantes en cantidad y en ingresos ya que se registran 14 millones de quetzales anuales. Entre los cultivos más cosechados están la cebolla, brócoli, maicillo, sorgo, arroz, maíz, frijol, güisquil, yuca, etc. También las frutas son muy abundantes en el municipio y sin contar los productos procedentes de otros municipios se adquieren mangos, jocotes, nances, talpas, tomate, y por supuesto el achiote.

### Producción Pecuaria
Además de la agricultura, la segunda fuente de comercialización es la de su producción pecuaria, ya que tanto en aldeas como en el mismo pueblo se cría animales de corral desde hace mucho tiempo, producción que ha sido un buen componente para su sotenimiento económico. Su producción pecuaria incluye: ganado vacuno, aves de corral (gallinas, patos, chompipes), equinos, cerdos y sin faltar la crianza de gallos de pelea. La pruducción de lácteos achuapenses es muy apreciada y la calidad de sus chicharrones y jamones no tiene nada que desearle a los de otras partes del mismo oriente del país; finalmente, sus apiarios producen calidad de miel de abejas.

## Parques

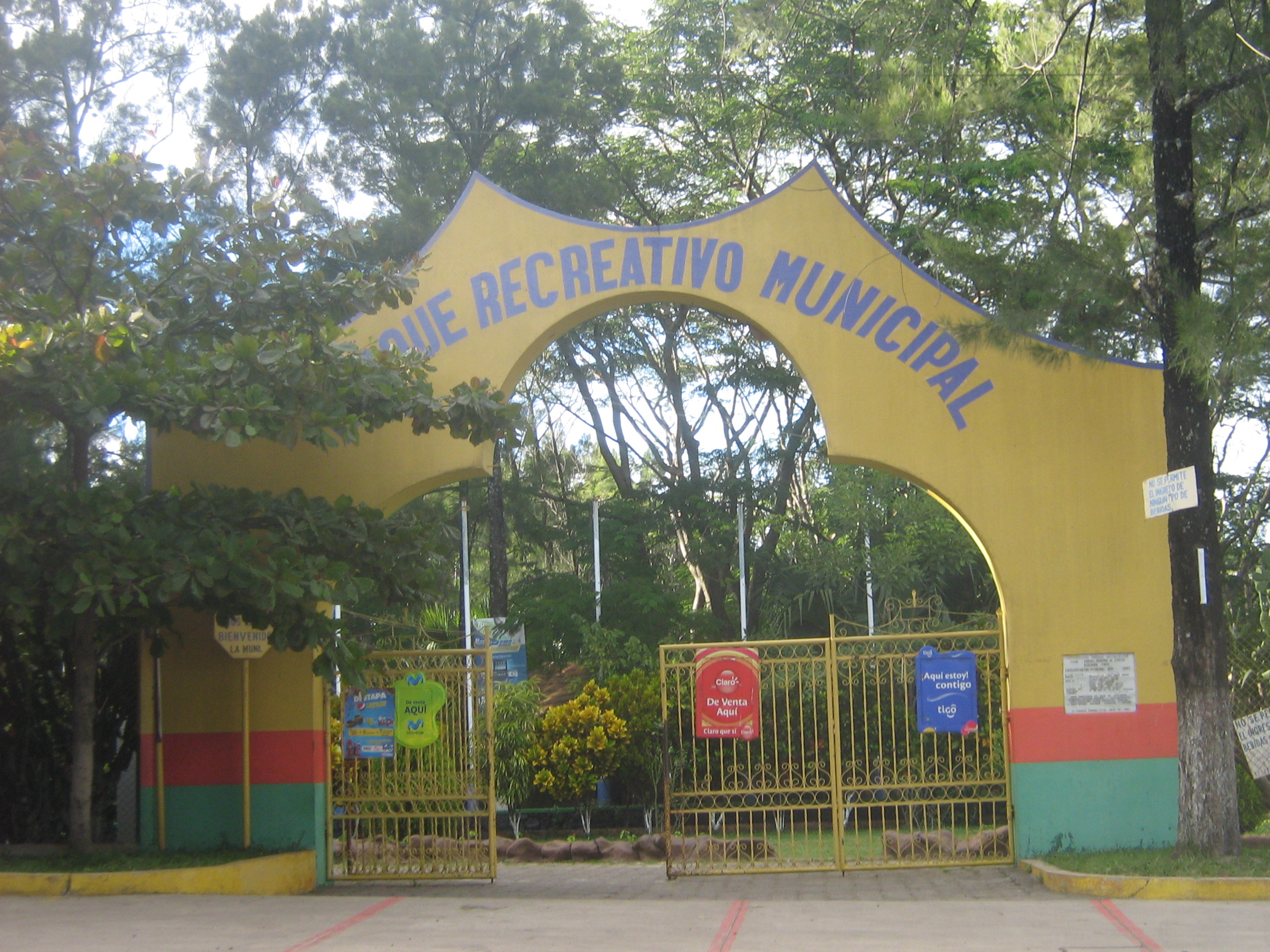
Entrada del Parque Recreativo Municipal

El Progreso Achuapa tiene dos parques, uno es el parque municipal que está al frente de la Iglesia al igual que los demás parques de Guatemala y el otro es un parque recreativo.
El parque recreativo es llamado «Centro Recreativo Raquel Blandón de Cerezo» el cual lleva el nombre de la ex primera dama Raquel Blandón, exesposa del presidente Vinicio Cerezo; está a las afueras del municipio rumbo a la carretera para la cabecera departamental Jutiapa). El parque contiene piscinas y también área de juegos infantiles.

## Deportes
Actualmente El Progreso Achuapa tiene un equipo de fútbol que es el Deportivo Achuapa que juega en la Liga Nacional de Guatemala. El equipo juega en el Estadio Municipal Manuel Ariza. También se practican otros deportes como el ciclismo, carreras, etc.

### Asociaciones Deportivas
Actualmente existen dos en el Municipio; Asociación Club Deportivo Achuapa-Jutiapa/PEPSI y la Asociación de Ciclismo Departamental Jutiapa.

## Educación
El Progreso tiene una escala educativa muy completa ya que tiene establecimientos de todos los nivels de educación que son, pre-primario, primario, básico, diversificado y universitario que algunos cuentan con la ayuda del Estado y otros son privados. Actualmente los servicios educativos de El Progreso tanto rural como urbanos son variados y numerosos el cual cuenta con:
- 13 establecimientos de nivel Pre-primaro
- 18 establecimientos de nivel Primario
- 5 establecimientos de nivel Básico
- 2 establecimientos de nivel Diversificado
- 2 establecimiento de nivel Universitario

## Sistema de transporte

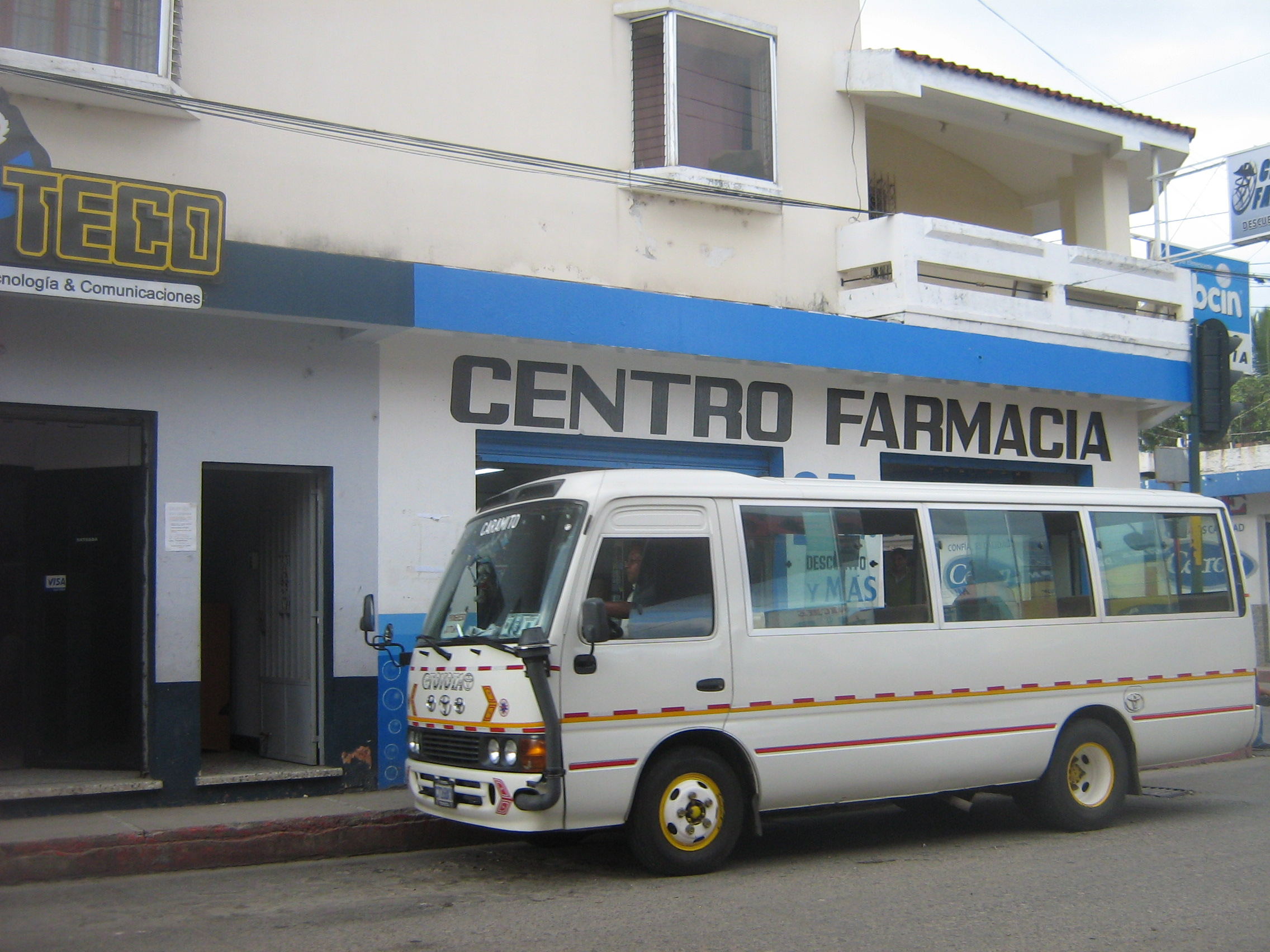
Estación de buses que se dirigen a la cabecera Jutiapa

El Progreso cuenta con una variedad de transportes terrestres de camionetas y microbuses la cual son distribuidos por horarios madrugadores y desveladores, especialmente para la ciudad de capital. Las camionetas generalmente vienen del departamento de Jalapa que son los transportes para la Ciudad Capital. Los transportes más distribuidos son los que van a la cabecera departamental Jutiapa que cuenta un servicio ilimitado. Hay transportes para Asunción Mita. Los transportes para Jalapa pueden también llegar hasta Monjas y a la cabecera. Entre los medios de transporte internos están los taxis denominados «tuctuc» que tienen tres llantas, una al frente y dos atrás, También microbuses. Hay un sistema de transporte distribuido en toda la cabecera a través de la iniciativa privada que va a diferentes aldeas.